# Comines
 Comines  es una población y comuna francesa, en la región de Alta Francia, departamento de Norte, en el distrito de Lille y cantón de Quesnoy-sur-Deûle.
El campanario del Ayuntamiento es uno de los elementos incluidos en el bien cultural "Campanarios de Bélgica y Francia", inscrito en 1999 en la lista de Patrimonio de la Humanidad de la Unesco.

## Historia
Villa perteneciente a los Países Bajos de los Habsburgo, pasó a Francia (ya la había ocupado 1658-1659) mediante el Tratado de Aquisgrán (1668).

## Demografía
| 4 704                     | 4 567 | 4 777 | 5 181 | 5 161 | 5 418 | 5 225 | 5 298 | 5 380 | 5 838 | 6 246 | 6 353 | 6 409 | 6 637 | 7 035 | 7 422 | 7 527 | 8 129 | 8 431 | 8 575 | 4 248 | 6 397 | 6 812 | 6 964 | 7 199 | 8 288 | 9 040 | 10 128 | 10 485 | 10 915 | 11 320 | 11 952 | 12 438 |
| (Fuente: INSEE y Cassini) |       |       |       |       |       |       |       |       |       |       |       |       |       |       |       |       |       |       |       |       |       |       |       |       |       |       |        |        |        |        |        |        |

## Meteorito
El 8 de junio del 1962, cayó un meteorito de aproximadamente 5 kg en Comines, que a día de hoy está en el Museo de Historia Natural de París.